# متسرویسه
متسرویسه (به فرانسوی: Metzervisse) یک کمون در فرانسه است که در Canton of Metzervisse واقع شده‌است.

## خصوصیات
متسرویسه ۸٫۹۹ کیلومترمربع مساحت و ۱٬۳۸۲ نفر جمعیت دارد و ۲۵۱ متر بالاتر از سطح دریا واقع شده‌است.